# 夏野ひまわり
夏野 ひまわり（なつの ひまわり）は、日本の漫画家。
1996年、『くまちゅう日記』が原宿MGアワード新人部門で入選。ハムスターの漫画を中心に執筆し、漫画以外にもイラストやキャラクターデザインを手がける。

## 作品リスト

### 漫画作品
- くまちゅう日記[2]（1997年4月、集英社、YOUコミックス、ISBN 4-08-862368-1） - 電子書籍では秋水社より全7巻[3]

### アンソロジー
- ハムスターと暮らす本（1999年12月、秋田書店、ISBN 4-253-10304-9）
- ハムスター倶楽部（1996年5月 - 2001年9月、スコラ→あおば出版、全20巻）
- ハムスター飼育日記（1999年2月 - 2001年5月、あおば出版、全10巻） - 第2巻から第10巻まで参加。
- 新ハムスター飼育日記（1999年8月 - 2001年11月、あおば出版、全2巻）

### その他
- カモノハシのイコちゃん キャラデザイン[4][1]